# Perdonami (programma televisivo)
Perdonami è stato un programma televisivo italiano trasmesso da Rete 4 dal 1993 al 1996, in tre differenti edizioni condotte da Davide Mengacci. Il format d'origine è stato ideato dalla casa di produzione televisiva olandese Endemol e adattato per il pubblico italiano da Fatma Ruffini.

## Il programma

### Il format
Adattamento italiano di un formato televisivo olandese, il programma era un people show, genere televisivo particolarmente apprezzato nei primi anni novanta; protagonisti della trasmissione erano quindi delle persone comuni che si rivolgevano al conduttore, Davide Mengacci, per chiedere perdono ad amici, parenti o al proprio coniuge per liti, malintesi o risse. Il conduttore era quindi coinvolto nelle storie, cercando di portare pace tra le parti in disaccordo.
Il format era composto da parti in onda dallo studio e alcuni filmati in esterna, durante i quali le persone a cui si vuole chiedere scusa ricevono un mazzo di fiori e un invito a far pace negli studi Fininvest, dove avrebbe deciso, al termine della puntata, se perdonare la controparte.

### La collocazione in palinsesto
La trasmissione è andata in onda su Rete 4 a partire dall'11 settembre 1993 inizialmente durante il weekend, nelle giornate del sabato e della domenica, alle 18. Successivamente è stata promossa al palinsesto quotidiano, andando in onda dal lunedì al venerdì alle 16. Sono state inoltre realizzate alcune puntate in onda in prima serata, durante le quali venivano ospitati nuovamente i protagonisti delle storie più interessanti.

### Il successo
La trasmissione ebbe un buon riscontro da parte del pubblico, inserendosi perfettamente nel filone televisivo dei people show con protagonista la gente comune, sfruttato in quel periodo soprattutto da Fininvest e rappresentato da altri format di successo come C'eravamo tanto amati, Lui, lei e l'altro, Scene da un matrimonio, Tra moglie e marito. Parte della formula sfruttata da questa trasmissione e appare poi in seguito, con un linguaggio nettamente differente, in C'è posta per te.